# Ulica Sezamkowa
Ulica Sezamkowa (ang. Sesame Street) – amerykański telewizyjny program edukacyjny dla dzieci, który zyskał dużą popularność w USA oraz wielu innych krajach świata, stanowiąc wzór dla późniejszych programów tego typu. Jest dobrym przykładem wykorzystania edukacji rozrywkowej w procesie edukacji społecznej, w tym wypadku edukacji najmłodszych. Jest nadawany od 1969 aż do dziś. Ma ponad 4300 odcinków.
Cechą charakterystyczną programu jest udział muppetów opracowanych przez znanego lalkarza amerykańskiego Jima Hensona.

## Historia programu
Premiera pierwotnej wersji Ulicy Sezamkowej miała miejsce 10 listopada 1969 w sieci National Education Television (NET), a w tym samym roku program pojawił się w następcy NET, czyli sieci Public Broadcasting Service (PBS).

## Oryginalna obsada
- Jim Henson – Kermit Żaba, Ernie, Guy Smiley
- Frank Oz – Grover, Bert, Ciasteczkowy Potwór
- Jerry Nelson – Liczyhrabia, Herry, Dwugłowy potwór, Pan Johnson, Snuffy
- Richard Hunt – Dwugłowy potwór
- Fran Brill – Zoe, Prairie Dawn
- Caroll Spinney – Oscar, Wielki Ptak
- Kevin Clash – Elmo
- Carmen Osbahr – Rosita
- Steve Whitmire – Kermit Żaba, Ernie
- Eric Jacobson – Grover, Bert
- Ryan Dillon – Elmo
- Matt Vogel – Wielki Ptak, Liczyhrabia
- David Rudman – Ciasteczkowy Potwór
- Martin P. Robinson – Telly, Snuffy
- Billy Barkhurst – Ernie
- Peter Linz – Ernie

## Polska wersja
Powstało ponad 20 wersji językowych. W Polsce w pierwszej połowie lat 90. TVP2 emitowała amerykańską Ulicę Sezamkową w wersji z lektorem (którym był Andrzej Matul), po czym jej emisję zakończono. W 1997 roku zastąpiła ją nakręcona przez TVP w roku 1996 polska wersja programu, którego bohaterami są smok Bazyli i owieczka Beata. W 1998 roku z nową postacią - Pędzipotworem nakręcono kolejne odcinki. Polska wersja programu zawierała również wybrane fragmenty wersji oryginalnej, zdubbingowane i zaadaptowane do polskich realiów. Później powstały programy Świat Elmo (1999), Bawmy się, Sezamku (2002) i Globtroter Grover (2005), również zdubbingowane i pokazane na kanale MiniMini w bloku dla dzieci Sezamkowy Zakątek.
Obsada aktorska:
- Anna Radwan – Mama
- Artur Dziurman – Tata
- Katarzyna Szymończyk – Kasia
- Krzysztof Meisel - Krzyś
- Andrzej Buszewicz – Dziadek
- Wojciech Słupiński – Smok Bazyli
- Agnieszka Mazurek – Owca Beata
- Marcin Ryl-Krystianowski i Konrad Dworakowski - Pędzipotwór

Polski dubbing:
- Reżyseria: Paweł Łysak, Waldemar Modestowicz, Elżbieta Jeżewska
- Dialogi: Joanna Klimkiewicz, Dorota Filipek-Załęska, Hanna Bielawska-Adamik, Elżbieta Kowalska, Maria Czarnecka, Katarzyna Precigs, Elwira Trzebiatowska, I. Grudzińska, Stanisława Dziedziczak, Wojciech Szymański
- Teksty piosenek: Andrzej Brzeski
- Opracowanie dźwiękowe: Elżbieta Mikuś-Lupa, Aneta Michalczyk-Falana, Dorota Błaszczak
- Montaż: Jan Graboś, Krzysztof Podolski
- Kierownictwo produkcji: Dorota Suske-Bodych, Dariusz Falana, Adam Wieluński
- Opracowanie muzyczne: Eugeniusz Majchrzak
- Koordynator: Barbara Włodarek
- Wystąpili:
  - Leszek Abrahamowicz – Żółtodziób
  - Anna Apostolakis
  - Andrzej Arciszewski – Ciasteczkowy Potwór
  - Tymoteusz Bala
  - Piotr Bąk
  - Włodzimierz Bednarski
  - Jacek Bończyk
  - Olga Bończyk
  - Stanisław Brudny
  - January Brunov – Emil
  - Barbara Bursztynowicz – Różyna
  - Jacek Bursztynowicz
  - Jacek Czyż – Henryś
  - Wojciech Dmochowski
  - Małgorzata Drozd
  - Elżbieta Futera-Jędrzejewska
  - Mieczysław Gajda
  - Maciej Gajewski
  - Agata Gawrońska –
    - Dorota,
    - Kobiecy głos, który policzył 10 palców, 10 bolidów i 10 szpiegów

  - Tomasz Gęsikowski
  - Mirosław Guzowski
  - Paweł Hartlieb
  - Arkadiusz Jakubik
  - Joanna Jędryka
  - Marcin Jędrzejewski
  - Ewa Kania
  - Dorota Kawęcka
  - Joanna Klimkiewicz
  - Stefan Knothe – Hubert
  - Krzysztof Kołbasiuk – Narrator (niektóre filmy)
  - Zbigniew Konopka
  - Krystyna Kozanecka
  - Mirosława Krajewska
  - Krystyna Królówna
  - Ilona Kuśmierska – Basia
  - Cezary Kwieciński – Chłopiec bagażowy próbujący wyprowadzić dziesięć terierów
  - Teresa Lipowska
  - Wojciech Machnicki – Florek
  - Lucyna Malec – Bodzio
  - Józef Mika
  - Aleksander Mikołajczak
  - Mieczysław Morański – Fioletowy piosenkarz
  - Sara Müldner
  - Ryszard Nawrocki
  - Cezary Nowak
  - Dariusz Odija
  - Izabella Olejnik
  - Ryszard Olesiński – Sherlock Hemlock
  - Sławomir Pacek
  - Wojciech Paszkowski
  - Włodzimierz Press – Kermit Żaba
  - Agata Przygodzka
  - Małgorzata Puzio – Zosia
  - Aleksandra Rojewska –
    - Dziewczynka (film z bałwanem i dziećmi na sankach),
    - Głosy dzieci w różnych krótkich filmach edukacyjnych

  - Jan Roszkowski
  - Iwona Rulewicz
  - Rafał Sisicki – Tolek
  - Marek Siudym
  - Jacek Sołtysiak – Bałwan z żółto-zieloną czapką i zielonym szalikiem
  - Krzysztof Stelmaszyk – Oskar
  - Agata Struzik
  - Zbigniew Suszyński – Lew
  - Wojciech Szymański
  - Katarzyna Tatarak
  - Robert Tondera – Liczyhrabia
  - Monika Wierzbicka – Głosy dzieci w różnych krótkich filmach edukacyjnych
  - Jolanta Wilk – Właścicielka hotelu
  - Barbara Winiarska
  - Maria Winiarska
  - Jacek Wolszczak –
    - Mały miś polarny,
    - Głosy dzieci w różnych krótkich filmach edukacyjnych

  - Grzegorz Wons
  - Krzysztof Zakrzewski – Mężczyzna uwielbiający swoje kości  i inni  Realizacja: MASTERFILM Ltd. – Warszawa

Piosenki śpiewają:
- Aleksandra Szpinda
- Anna Powała
- Magdalena Zawadzka
- Maria Grzelak
- Elżbieta Towarnicka
- i inni

## Adaptacje książkowe serialu
Na podstawie programu powstały liczne ilustrowane książki dla dzieci. W latach 1991–1992 Wydawnictwo Iskry opublikowało w Polsce przekłady trzech z nich: Bajki z Ulicy Sezamkowej (1991), Gwiazdka na Ulicy Sezamkowej (1991) i Sezamkowe opowieści o liczbach (1992) w tłumaczeniu Mariusza Arno Jaworowskiego (przekład prozy) i Tomasza Wyżyńskiego (przekład wierszy i piosenek).